# 가차차 재판
가차차 재판(Gacaca court)은 아프리카의 특수형태의 법정을 말한다. 가차차는 잔디가 깔린 마당이라는 뜻으로 지역사회의 힘을 빌어 가해자와 피해자간의 진실규명과 화해를 이끌어내는 것을 목적으로 한다. 과거사 청산에 적합하다는 평이 있다.

## 같이 보기
- 민족 청소
- 르완다의 역사
- 르완다 집단학살

## 참고 문헌
- [깨진 링크(과거 내용 찾기)]

- Inkiko Gacaca 보관됨 2023-05-31 - 웨이백 머신